# Iglesia de San Clemente (Lacervilla)
La iglesia de San Clemente es un templo situado en el concejo de Lacervilla, en el municipio alavés de Berantevilla.

## Descripción
El retablo de la construcción, de estilo barroco, se remonta al siglo XVII. Se menciona como iglesia parroquial del lugar en el Diccionario geográfico-estadístico-histórico de España y sus posesiones de Ultramar de Pascual Madoz, donde se asegura que, a mediados del siglo XIX, estaba «servida por dos beneficiados». Décadas después, ya en el siglo XX, Vicente Vera y López vuelve a reseñarla en el tomo de la Geografía general del País Vasco-Navarro dedicado a Álava, en el que se describe como «de categoría rural de segunda clase, dedicada á San Clemente», perteneciente al arciprestazgo de Labastida. Tradicionalmente, las fiestas del concejo se celebraban el 23 de noviembre, coincidiendo con la fecha en que se conmemora el martirio de Clemente de Roma.
Los registros sacramentales de bautismos, matrimonios y decesos generados por la parroquia de San Clemente desde el siglo XV hasta el final del XIX se conservan con los del resto de iglesias de la provincia en el Archivo Histórico Diocesano de Vitoria, donde pueden consultarse.